# Die Ladiner
Die Ladiner sind eine Südtiroler Musikgruppe, bestehend aus dem Duo Joakin Stuffer (* 8. Juni 1969, Gitarre, Gesang) und Otto Demetz (* 12. Oktober 1959, Akkordeon, Keyboard, Gesang).

## Geschichte
Der Name Ladiner leitet sich von der ladinischen Muttersprache der Musikanten ab. Ladinisch ist eine rätoromanische Sprache in den Südtiroler Dolomiten. Die Interpreten stammen aus Gröden. Hier wird hauptsächlich Ladinisch, aber auch Deutsch und Italienisch gesprochen.
Die Ladiner wurden im Jahr 1996 von den Brüdern Joakin und Rafael Stucker gegründet. Ihr Bruder Reinhardt schrieb Texte und Musik einiger Lieder für sie.
2002 spielten sie ihr erstes Album Allein in Einsamkeit (MCP) ein.
2005 trat Otto Demetz für Rafael in die Band ein, und Joakins Tochter Nicol (* 1996) ist ebenfalls mit ihnen aufgetreten, namentlich 2006 als die kleine Nicol beim Album Ein bisschen fröhlich sein.
Die Ladiner treten häufig in Deutschland auf, auch im Fernsehen,
und veranstalten regelmäßig ein Volksmusikfestival in ihrem heimischen Grödnertal.

## Auszeichnungen
Die Ladiner gewannen mit dem Lied Beuge Dich vor grauem Haar den Grand Prix der Volksmusik 2004. 2003 wurden sie für einen Amadeus Austrian Music Award als „Beste Newcomer des Jahres“ nominiert, im Jahr 2005 gleich zweimal in der Kategorie „Schlageralbum des Jahres“.

## Diskografie

### Studioalben
| Jahr | Titel                                                     | Höchstplatzierung, Gesamtwochen, AuszeichnungChartplatzierungen (Jahr, Titel, Platzierungen, Wochen, Auszeichnungen, Anmerkungen) | Höchstplatzierung, Gesamtwochen, AuszeichnungChartplatzierungen (Jahr, Titel, Platzierungen, Wochen, Auszeichnungen, Anmerkungen) | Höchstplatzierung, Gesamtwochen, AuszeichnungChartplatzierungen (Jahr, Titel, Platzierungen, Wochen, Auszeichnungen, Anmerkungen) | Anmerkungen            |
| Jahr | Titel                                                     | DE | AT | CH | Anmerkungen            |
| ---- | --------------------------------------------------------- | --- | --- | --- | ---------------------- |
| 2002 | Allein in Einsamkeit                                      | — | AT17 Platin · (38 Wo.)AT | — |                        |
| 2003 | Winter- und Weihnachtslieder                              | — | AT9 Gold · (9 Wo.)AT | — |                        |
| 2004 | Erinnerung an Mama                                        | DE73 (2 Wo.)DE | AT6 Gold · (29 Wo.)AT | — |                        |
| 2004 | Beuge dich vor grauem Haar                                | DE45 Gold · (7 Wo.)DE | AT2 Platin · (19 Wo.)AT | CH28 (8 Wo.)CH |                        |
| 2005 | Die schönsten Lieder Südtirols                            | DE81 (2 Wo.)DE | AT8 Gold · (21 Wo.)AT | — |                        |
| 2005 | Ein Meer voll Traurigkeit                                 | — | AT22 Gold · (13 Wo.)AT | — |                        |
| 2006 | Ein bisschen fröhlich sein                                | — | AT38 Gold · (13 Wo.)AT | — | mit der kleinen Nicole |
| 2006 | Die Ladiner singen die grössten Erfolge von Vico Torriani | — | AT16 Gold · (11 Wo.)AT | — |                        |
| 2007 | Wahre Liebe ein Leben lang                                | — | AT12 Gold · (11 Wo.)AT | CH68 (1 Wo.)CH |                        |
| 2008 | Es lebe die Freundschaft                                  | DE55 (7 Wo.)DE | AT7 Gold · (19 Wo.)AT | — | mit den Amigos         |
| 2008 | Das Beste                                                 | DE95 (2 Wo.)DE | AT17 Gold · (15 Wo.)AT | CH86 (2 Wo.)CH |                        |
| 2008 | Dolomiten Weihnacht                                       | — | AT29 Gold · (5 Wo.)AT | — |                        |
| 2010 | Was zählt ist nicht das Alter                             | — | AT11 Gold · (5 Wo.)AT | — |                        |
| 2010 | Das weiße Boot                                            | — | AT40 (7 Wo.)AT | — |                        |
| 2011 | Ich male Rosen in dein Herz                               | — | AT40 (11 Wo.)AT | — |                        |
| 2013 | Wenn die Eltern von uns gehen                             | — | AT12 (6 Wo.)AT | — |                        |
| 2014 | Goldene Stimmen aus der Heimat                            | — | AT66 (2 Wo.)AT | — |                        |
| 2014 | Alpenrosen aus den Dolomiten                              | — | AT17 Gold · (5 Wo.)AT | — |                        |
| 2015 | Jenseits der weißen Wolken                                | — | AT17 (6 Wo.)AT | — |                        |
| 2016 | Grosse Schlager-Erfolge                                   | — | AT75 (1 Wo.)AT | — | mit Nicol Stuffer      |
| 2016 | Ein bisschen heile Welt                                   | — | AT60 (3 Wo.)AT | — |                        |
| 2017 | Die 10 Gebote der Heimat                                  | — | AT20 (5 Wo.)AT | — |                        |
| 2022 | Die schönsten Volkslieder aus Italien                     | — | — | CH64 (1 Wo.)CH |                        |
| 2023 | Glück sind nur Momente                                    | — | AT65 (1 Wo.)AT | — |                        |